# Аграриста (Сан Хуан Тепеуксила)
Аграриста (шп. Agrarista) насеље је у Мексику у савезној држави Оахака у општини Сан Хуан Тепеуксила. Насеље се налази на надморској висини од 2000 м.

## Становништво
Према подацима из 2005. године у насељу је живело 7 становника.

### Хронологија
| Година       | 2000 | 2005 |
| ------------ | ---- | ---- |
| Становништво | 6    | 7    |

### Попис
| # | Индикатор                        | Вредност |
| - | -------------------------------- | -------- |
| 1 | Укупно појединачних домаћинстава | 1        |